# Mitjans de comunicació del Futbol Club Barcelona
Els mitjans de comunicació que s'ocupen dels afers del FC Barcelona no es limiten a un mitjà concret, sinó que s'estén a la majoria dels mitjans de comunicació, ja siguin televisió, ràdio, diaris o revistes, a més de llocs web. Hi ha dos tipus de mitjans de comunicació, un que segueix el club i un altre que és proper al club.

## Mitjans propis
El 13 de desembre del 2008, coincidint amb la disputa del Clàssic, el club va iniciar l'emissió del seu canal de televisió Barça TV de manera gratuïta a TDT per a tot Catalunya fruit d'un acord amb el Grup Godó. El canal temàtic del club es va crear fa gairebé una dècada i continua les emissions en la modalitat de pagament per a la resta d'Espanya.
El club també és present a les xarxes socials com a part de la seva gestió social. Es troba a Facebook, Twitter, Instagram i Youtube, sent el primer club d'Espanya en arribar «a un acord amb Youtube».

### Barça TV

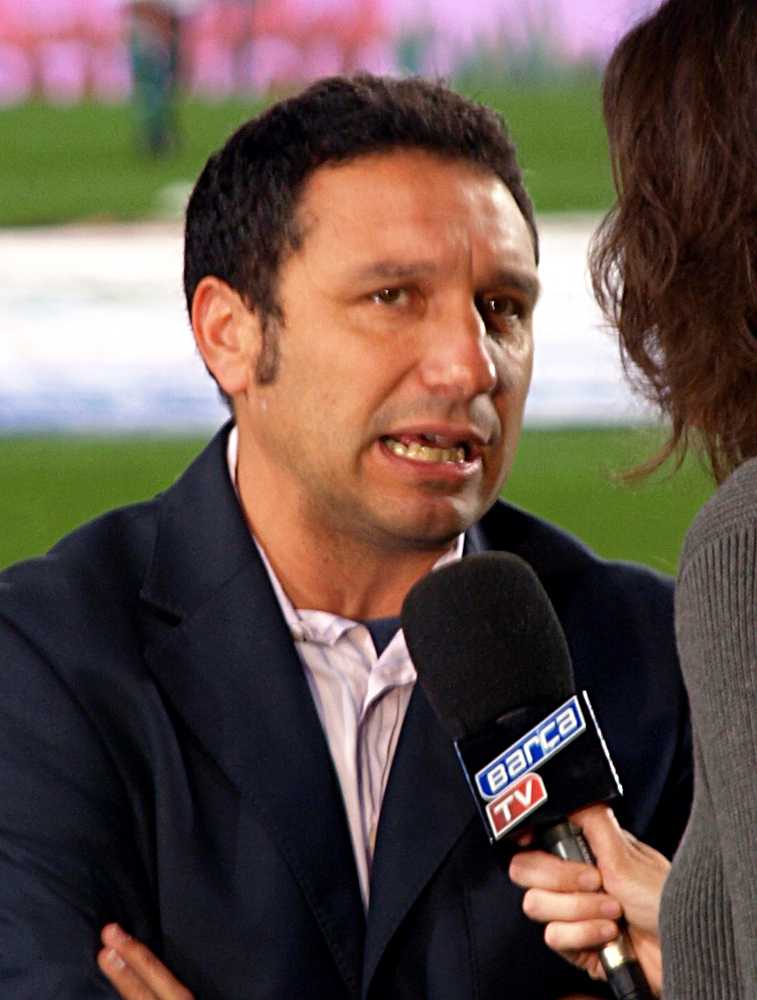
Eusebio Sacristán entrevistat per Sandra Sarmiento, periodista de Barça TV

Barça TV va ser un canal de televisió esportiu dedicat íntegrament a l'actualitat del FC Barcelona, anomenat popularment Barça. Es produïa i s'emetia íntegrament en català, tot i que a les plataformes de pagament disposava de dues pistes d'àudio addicionals en anglès i castellà. Les instal·lacions eren al mateix estadi del FC Barcelona, destacant els platós a la zona mixta (a l'àrea dels vestidors) i a la tribuna del Camp Nou.

#### Història
Va començar a emetre el 27 de juliol del 1999 sota el nom de Canal Barça, i des d'aleshores, ha configurat una programació de 12 hores diàries amb informació, entreteniment, partits en directe del primer equip i dels equips del planter de futbol en totes les categories, partits històrics del FC Barcelona, etc.
El mes de febrer del 2004, Canal Barça va passar a denominar-se Barça TV, després que el club tornés a obtenir els drets d'exclusivitat, fins aleshores en mans de Telefónica Sports. Des del 13 de desembre del 2008, va emetre en obert per TDT al Principat de Catalunya en el canal que s'anomenava EDC 2 dins el múltiplex d'Emissions Digitals de Catalunya. També es trobava disponible en diferents plataformes de pagament com ara Alice Home TV (dial 288), Movistar+ (dial 75), Meo (dial 36) i ONO (dial 78), tenint més de 50.000 abonats el novembre del 2006.
Després de 24 anys d'emissió, el club va anunciar que el canal tancaria el 30 de juny del 2023.

#### Barça TV Online
La plataforma Barça TV Online (actualment Barça TV+), disponible en català, anglès i castellà, es va posar en marxa el maig del 2007 per a oferir un nou servei per als internautes blaugranes de tot el món des d'on es podia seguir l'actualitat del club en format audiovisual gràcies als continguts generats per Barça TV: resums de partits, entrenaments, partits històrics, seguiments de jugadors del futbol base, informació actualitzada de les seccions i programes específics com L'habitació dels miralls, Promeses, Contra qui juguem, entre d'altres.

#### Principals programes
- Recorda Míster
- El Marcador
- El Nou
- 600"
- Barça Notícies
- Hora B
- Aquí Palau
- Promeses

### Barça One
Barça One és una plataforma de distribució directa propietat del FC Barcelona. Es tracta d'una plataforma d'accés gratuït, amb publicitat, i a la qual no cal registrar-se per accedir-hi. Tot i que també hi ha una modalitat de pagament sense anuncis. S'hi pot veure contingut sobre el club, com per exemple directes, informatius, continguts exclusius de l'equip i un arxiu de més de 1.500 hores de partits històrics.
Es va presentar el dia 4 d'abril de 2024 en un acte a la Torre Glòries presentat per la humorista Charlie Pee i el periodista Llorenç Tarrés, i on hi van ser presents, entre d'altres, els integrants de la primera plantilla de l'equip de futbol, els capitans de les seccions, el president del club, Joan Laporta, i el director de Barça One, Toni Cruz.
El primer programa realitzat exclusivament per al canal va ser Orígens Araujo, un documental sobre el central uruguaià Ronal Araujo.
El dia 7 d'abril de 2024 va fer la primera emissió en directe d'un partit de les categories inferiors del Barça retransmetent un partit entre el Juvenil A del Barça i el CE Sabadell.

### R@dio Barça
R@dio Barça és una emissora de ràdio per internet pròpia del Futbol Club Barcelona que ofereix les retransmissions dels partits, oficials i amistosos, del primer equip de futbol del club. Les retransmissions són ofertes en català, anglès i castellà.
La locució en català, en la temporada 2009–2010, la fan els locutors David Puig i Marc Guillén, amb els comentaris tècnics de l'exjugador Òscar Garcia.
La locució en anglès, va a càrrec del periodista Nick Simons i de l'exjugador Steve Archibald mentre que la locució en castellà la realitza el periodista Jesús Carrillo, amb els comentaris tècnics de l'exjugador i exentrenador Toño de la Cruz.

### Plana web i les noves tecnologies
A través de les noves tecnologies, cada vegada més presents en tant a la cultura popular com a l'àmbit esportiu, el club disposa d'una pàgina web, que és gestionat sota la supervisió de la direcció del club, s'ocupa de totes les notícies del club i dels resultats dels equips esportius del club, està en sis idiomes: català, anglès, castellà, xinès, japonès i francès. Ampliada informativament amb plataformes a les xarxes socials com Facebook, Twitter, Instagram o Youtube, principals eines de comunicació i interactivitat al marge de la premsa escrita o digital habitual. També té una aplicació mòbil per a Android i iOS, que es manté actualitzada constantment amb notícies i dades del club.

### Revistes i butlletins del FC Barcelona

#### Tot Barça
Revista de futbol que es publicà a Barcelona el 1979. Dirigida per Josep M. Ferrando, J.A. Romeo i Jaume Massó, tingué com a redactors Joan M. Batlle, Quique Guasch, Antoni Closa, Olga Viza i Santi Nolla. També tenia col·laboracions especials de Martí Farreras, Josep M. Fusté, Ricard Maxenchs i Arcadi Alibés. Estava escrita en castellà amb alguns articles en català. L'any 1979 desaparegué per donar pas al diari Sport.

#### R.B. Revista Barcelonista. Barça
Al juny del 1981 s'anuncià la suspensió de la revista R.B. Revista Barcelonista, però la capçalera fou venuda a Joan Gaspart. El setembre del 1981 inicià una nova època amb el nom Barça incorporat a la capçalera. La publicació fou vinculada a la candidatura de Josep Lluís Núñez a la presidència del Futbol Club Barcelona.

#### Fem Barça!
Butlletí efímer sobre el FC Barcelona, creat al 1988 només es van editar 3 números.Tenia una periodicitat mensual. Tenia una secció dedicada a les penyes i una altra on s'acostava al perfil més personal dels jugadors emblemàtics de l'època.

#### La Veu del Club
Butlletí sobre el FC Barcelona creada a l'octubre de 1998, en l'època del president Josep Lluís Núñez Va començà en format diari i al quart número evoluciona a revista grapada amb més de 32 pàgines amb periodicitat mensual. Es van imprimir 29 números fins al setembre de 2002.

#### Revista Barça

##### 3a etapa
Barça és una revista bimensual que des de 2002 tracta sobre tots els afers relacionats amb el Futbol Club Barcelona. S'hi poden trobar novetats, història, estudis o anàlisis tècniques, consells, entrevistes, reportatges, món social i institucional, trobades, iniciatives. La revista la reben tots els socis i penyes del club a casa. El Departament de Comunicació del club assumeix l'elaboració dels continguts informatius, mentre que el Departament de Màrqueting s'encarrega de la coordinació comercial. La revista va rebre un impuls el 2003 amb un canvi d'imatge, coincidint amb l'arribada de Joan Laporta. El 2005 va tornar a tenir un canvi d'imatge per modernitzar i revalorar la revista. Des del febrer de 2019 la revista Barça conta amb una versió multimèdia per tauletes i telèfons intel·ligents.

#### Barça Camp Nou
La publicació "Barça Camp Nou" és una publicació editada pel mateix club (mitjançant el seu departament de comunicació), que es reparteix gratuïtament coincidint amb els partits de Lliga i Copa del Rei que es juguen a "casa", al Camp Nou. La publicació es començà a editar a finals d'octubre del 2005 i la reben els aficionats del FC Barcelona que acudeixen a l'estadi.
La publicació que té una tirada que oscil·la des dels 30.000 als 70.000 exemplars, en funció del partit i de la previsió d'assistència a l'estadi. Amb motiu de la final de la Lliga de Campions, també es va fer una edició especial del "Barça Camp Nou", que es va repartir entre els més de 21.000 aficionats que van desplaçar-se fins a París. A més, també se n'han fet altres edicions especials com, per exemple, amb motiu de l'homenatge a l'exjugador de bàsquet Nacho Solozábal.
La informació prèvia del partit, amb les últimes notícies relacionades i un ampli informe tècnic del rival, ocupa gran part del contingut habitual de "Barça Camp Nou" on també es poden consultar totes les estadístiques i classificacions. Les seccions del club també tenen cabuda en el diari del Barça, que en cada número dedica les dues pàgines centrals a una anàlisi en profunditat d'un tema monogràfic o a un pòster. Habitualment, el diari té 16 pàgines.

## Mitjans propers al club
A més dels diaris esportius actuals més coneguts com l'Sport (1979-84; 1995-), El Mundo Deportivo (1972-78; 1987-90; 1995-), El 9 (2002-)... destaquen algunes mitjans de comunicació rellevants com:
- Mundo Gráfico (1911-24).

- Stadium (1911-29).
- 4-2-4 (1975-78).
- Barcelona Deportiva (1946-69, 1972-75).
- Barrabás (1972-75).
- Dicen... (1952-85).
- El Once (1945-63).
- Futbolín (1973-74).
- Hoja del lunes (1972-77).
- Lean (1962; 1964-69).
- Olimpia (1953-55).
- Vida Deportiva (1945-65).
- R.B. Revista Barcelonista: Revista sobre el FC Barcelona que es va publicar durant l'abril de 1965 i el juny de 1981, per un total de 847 números. Tenia una periodicitat setmanal. Va ser fundada per un grup de periodistes escindits de la revista Barça en desacord amb la línia editorial que prenia la revista. Va ser editor en Carles Barnils, alguns dels seus redactors foren David Castillo, Juan J. Castillo, Manuel Ibáñez Escofet, Antonio Saénz Guerrero, Ricardo Huerta i Francesc Peris. En Joaquim Muntañola s'encarregava del les pàgines d'humor.[15]
- Revista Barça
  - 1a etapa: Revista creada el 1955 per l'advocat Josep Maria Barnils Vila sota la tutela del Futbol Club Barcelona. Quedà inscrita a nom de l'aleshores president del club, Francesc Miró-Sans. La publicació era de caràcter setmanal i donava una àmplia informació del club, amb una destacada part gràfica. Els primers anys ajudà a promocionar la construcció del Camp Nou. Hi col·laboraren personalitats com Manuel Ibáñez i Escofet, Josep Morera Falcó, Joaquim Muntañola, Juan José Castillo, Mas Casals, Enrique Fernández, Justo Conde o F. Peris Vidal. En morir Barnils el 1961, fou substituït pel seu germà Carles, col·laborador de la revista sota el pseudònim de Be-uve. El 1965 el gros de la redacció abandonà la publicació per crear la revista R.B. Revista Barcelonista. Barça quedà sota la supervisió del club fins que tancà el 1976.[16]
  - 2a etapa: El 1998 aparegué una altra revista d'informació barcelonista amb el nom Barça sota el control del club, en col·laboració amb TV3 i el Grup Godó. Era mensual i es feien edicions en català i castellà. La revista deixà de publicar-se el 2000. El seu director va ser Lluís Canut.[16]
- Cadena de televisió autonòmica TV3, amb emissions íntegrament en català, així com Catalunya Ràdio.[17]
- La Sexta
- Cadenes de Prisa TV